# Gigantogryllacris heros
Gigantogryllacris heros är en insektsart som först beskrevs av Gerstaecker 1860.  Gigantogryllacris heros ingår i släktet Gigantogryllacris och familjen Gryllacrididae.

## Underarter
Arten delas in i följande underarter:
- G. h. heros
- G. h. sumatrana